# 隸屬函數
隸屬函數（membership function）也稱為歸屬函數或模糊元函數，是模糊集合中會用到的函數，是一般集合中指示函數的一般化。指示函數可以說明一個集合中的元素是否屬於特定子集合。一元素的指示函數的值可能是0或是1，而一元素的隸屬函數會是0到1之間的數值，表示元素屬於某模糊集合的「真實程度」（degree of truth）。
例如質數為一集合，整數3屬於質數，其指示函數為1，整數4不屬於質數，其指示函數為0。但針對模糊集合，可能不會有如此明確的定義，假設胖子是模糊集合，可能體重80公斤的人其隸屬函數為0.9，體重70公斤的人其隸屬函數為0.8。
隸屬函數數值是在0到1之間，看似類似機率，但兩者是不同的概念。
隸屬函數最早是由盧菲特·澤德在1965年第一篇有關模糊集合的論文中提及，他在模糊集合的論文中，提出用值域在0到1之間的隸屬函數，針對定義域中所有的數值定義。

## 定義
針對集合{\displaystyle X}，集合{\displaystyle X}上的隸屬函數是將集合{\displaystyle X}映射到單位實數區間{\displaystyle [0,1]}的函數。
{\displaystyle X}集合上的隸屬函數對應{\displaystyle X}集合中的模糊子集。對應模糊集合{\displaystyle {\tilde {A}}}的隸屬函數一般會用{\displaystyle \mu _{A}}來表示。針對集合中的元素{\displaystyle X}，{\displaystyle \mu _{A}(x)}的數值稱為{\displaystyle x}對應模糊集合{\displaystyle {\tilde {A}}}的隸屬度，表示符合模糊集合{\displaystyle {\tilde {A}}}的程度。0表示元素{\displaystyle x}不是模糊集合的元素，1表示元素{\displaystyle x}是模糊集合的元素，0到1之間的值表示此元素部份符合模糊集合。
有時會用一個更通用的定義，隸屬函數的值可以是任意的固定代數或是数学结构中取值{\displaystyle L}，一般會要求{\displaystyle L}至少是偏序关系或是格 (数学)。一般值在[0, 1]之間的隸屬函數此時會稱為[0, 1]-值隸屬函數。

## 容度
隸屬函數的一個應用是在決策理論中的容度（capacity）。
在決策理論中，容度定義為函數{\displaystyle \nu }，其定義域S是某個集合的子集，值域為{\displaystyle [0,1]}，函數{\displaystyle \nu }滿足集合定義上的單調而且正規化（也就是{\displaystyle \nu (\emptyset )=0,\nu (\Omega )=1}）。這是廣義的機率量測，其中可數可加性的概率公理不一定要成立。容度用來表示某一事件可能性的量測，而特定結果下，其容度的期望值可以對容度作Choquet積分求得。